# Arthur Knight
Arthur Egerton Knight (Godalming, Surrey, 7 de setembre de 1887 – Portsmouth, 10 de març de 1956) va ser un futbolista anglès que va competir a començament del segle xx. Jugà com a defensa i en el seu palmarès destaca la medalla d'or en la competició de futbol dels Jocs Olímpics d'Estocolm, el 1912. El 1920 disputà els Jocs Olímpics d'Anvers, quedant eliminat en primera ronda.
A nivell de clubs jugà al Portsmouth entre 1908 i 1922 amb un parèntesi durant la Primera Guerra Mundial, i al Corinthian en el tram final de la seva carrera esportiva. A la selecció anglesa jugà un partit, contra Irlanda del Nord l'octubre de 1919.